# قلیای کوتوله
قلیای کوتوله گیاهی از تیره گلدار از خانواده آمارانت است. ای گیاه بومی مناطق شرقی و جنوبی ایالات متحده آمریکا، ایالت کالیفرنیا و کشور مکزیک است. این گیاه در آب‌های شور هورها رشد می‌کند. قلیای کوتوله گیاهی یک ساله است.

## موارد استفاده گیاه
توانایی بالقوه تولید روغن از این گیاه با کشت گسترده آن در بیابان‌ها و همچنین امکان آبیاری آن با آب‌های شور، توجه محافل علمی را به این گیاه برانگیخته است. این گیاه حاوی روغن قلیا است که میزان آن به ۳۳ درصد حجم گیاه نیز می‌رسد.
از روغن قلیا می‌توان در پخت غذا و همچنین در روغن بکار رفته در خوراک مرغ استفاده کرد. از خود گیاه نیز می‌توان در خوراک دام استفاده کرد.